# Type 92 (metralhadora aérea)
A metralhadora Type 92 7,7 mm (九二式七粍七機銃, Kyūni-shiki nana-miri-nana kijū) foi desenvolvida para uso aéreo pela Marinha Imperial Japonesa em 1932. A Type 92 é uma metralhadora leve e não deve ser confundida com a metralhadora pesada Type 92 de nome semelhante.

## Descrição
Foi a metralhadora portátil padrão em aeronaves da Marinha Imperial Japonesa com vários locais durante a maior parte da Guerra do Pacífico. Provou ser seriamente inadequada. As aeronaves produzidas na parte final do conflito eram frequentemente equipadas com armas como metralhadoras Type 1 e Type 2 ou canhões Type 99.
Essencialmente uma cópia da versão sem mortalha montada em aeronave pós-Primeira Guerra Mundial da metralhadora britânica Lewis, a Type 92 era alimentada com um carregador tipo tambor de 97 tiros e usado em uma montagem flexível. Tinha câmara para uma cópia japonesa do cartucho .303 British. A principal diferença externa entre os dois modelos era o guarda-mato e as aletas de resfriamento ao redor do cano e do tubo do pistão de gás. Nem a Lewis aérea britânica do pós-Primeira Guerra Mundial nem a cópia japonesa apresentavam o característico cano grosso da arma original (embora as versões terrestres geralmente a mantivessem). Ele foi removido porque se constatou que o fluxo de ar que passava pela aeronave era suficiente para resfriar o cano e a eliminação da cobertura reduzia a massa.

## Instalações
- Aichi D1A
- Aichi D3A
- Kawanishi E7K2[2]
- Kawanishi H6K
- Kawanishi H8K
- Kyūshū Q1W
- Mitsubishi F1M2[3]
- Mitsubishi G3M
- Mitsubishi G4M
- Nakajima B5N
- Nakajima B6N
- Yokosuka B4Y
- Yokosuka K5Y
- Vários outros